# Virginie Sampeur
Marie Angélique Virginie Sampeur, née en 1839, morte en 1919, est une institutrice et une poétesse haïtienne. Elle est considérée comme la première femme écrivain haïtienne, la première à être publiée tout au moins.

## Biographie
Virginie Sampeur est née le 28 mars 1839 à Port-au-Prince, fille de Géroline Jérôme et Surpris Sampeur.
Elle commence à écrire des vers à 17 ans. Les poèmes de Virginie Sampeur sont publiés dans les revues littéraires haïtiennes, notamment La Ronde (1898-1902) et Haïti Littéraire et Scientifique (1912-13). Elle est considérée comme la première femme haïtienne publiée.
Virginie Sampeur épouse à 23 ans, en 1862, le poète Oswald Durand, croyant ainsi « réaliser l’amour dans la poésie et la poésie dans l’amour ». Puis, constatant les infidélités de son époux, elle en divorce après neuf ans de mariage. Par un mariage ultérieur avec un pianiste, Tacite Lamothe, elle devient la mère du musicien et pianiste Ludovic Lamothe. Entre ces deux mariages, elle vient en France en 1876 et y vit quelque temps.
Cette même année 1876, elle écrit un de ses poèmes les plus connus, L’Abandonnée. Pour Stéphane Martelly, dans ce poème, elle subvertit par sa véhémence une esthétique romantique. Elle écrit, outre de la poésie, un roman semi-autobiographique resté inédit comme ouvrage (mais édité dans des revues), Angèle Dufour, et différentes nouvelles telles Le songe d’Estelle, Francine, Vierge veuve et Fleur révélatrice,. Institutrice, elle dirige un établissement scolaire à Port-au-Prince de 1901 à 1909, le Pensionnat National des Demoiselles, tout en se consacrant à l'écriture.
Elle meurt à Port-au-Prince le 8 juin 1919.